# Где-где? В Караганде!
«Где-где? В Караганде!» — устойчивое выражение русского языка, означающее нежелание говорящего прямо отвечать на вопрос о местонахождении объекта.

## Возникновение фразы
Существует несколько версий возникновения знаменитой фразы. По одной из них, она появилась ещё в 1940-х годах, когда, вернувшись из мест заключения, человек должен был сдавать в отдел кадров предприятия анкету и автобиографию. На вопрос «Где Вы находились с 1937 по 1941 год?» чаще всего отвечали просто — «В Караганде», что подразумевало заключение в Карлаге.
По другой версии, фраза возникла в процессе съёмки фильма «На Дерибасовской хорошая погода, или На Брайтон-Бич опять идут дожди». Так, в фильме, вышедшем в 1992 году, присутствует такой диалог:
— А шейх где? 
— Где-где… В Караганде!
Фраза также встречается на 33 минуте фильма «Законный брак» 1985 года.

## Научная оценка
Г. Мандрикова считает, что значение данного выражения означает уклонение от ответа на поставленный вопрос, при необходимости поддержания дальнейшей коммуникации. По её мнению, сочетание «Где? В Караганде!» и иные похожие выражения не могут считаться фразеологизмами, так как не несут самостоятельной смысловой нагрузки и имеет лексическую ценность только в контексте диалога.
По оценке филолога В. Бондаренко, фраза «Где? В Караганде!» относится к ответным фразеорепликам, то есть к реакциям на слова собеседника, чаще всего на вопросительные слова. Специфика семантики выражается в том, что использование подобных фразеореплик производится в процессе диалога и отражает отношение говорящего к реплике собеседника. Таким образом, вопрос «Где?» является семантико-грамматически целым объектом с ответом «В Караганде!». Юмористический посыл достигается путём рифмованного ответа, при этом с помощью этой реплики достигается цель ухода от прямого ответа на поставленный вопрос.
Профессор Мокиенко, проводя исследование фразеореплик относит сочетание «Где? В Караганде!» к первой подгруппе, то есть к речевым актам на прямой поставленный вопрос. При этом он отмечает, что это самая распространённая подгруппа.

## Использование выражения в культуре
Фраза является широко распространённой в различных русскоязычных литературных произведениях.
Фраза звучит в песне «Караганда» в исполнении группы «Дюна».
28 мая 2011 года в Караганде состоялось открытие памятника крылатой фразе. На мероприятии присутствовал и «инициатор» памятника — Бари Алибасов. Памятник был установлен на территории одного из ресторанов города. На открытии памятника был вручён сертификат Книги рекордов Гиннесса, который свидетельствует о том, что скульптурная композиция «Где-где? В Караганде!» является первым в мире памятником крылатой фразе.
Памятник состоит из трёх фигур, расположенных вокруг дорожного указателя с надписями «Астана», «Москва» и «Караганда 0 км»: мужчины с чемоданом, который, стоя слева, держа руку над глазами козырьком, будто спрашивает: «Где-где?», мужчина в кепке, стоящий справа, разводит руки и с соответствующим выражением лица отвечает ему: «В Караганде!» и антропоморфного сурка — символа Караганды, который стоит посередине, прислонившись к указателю, подобно тому, как это делают люди.